# Danilow
Danilow (russisch Данилов) ist eine Stadt mit 15.861 Einwohnern (Stand 14. Oktober 2010) und Rajon-Verwaltungssitz in der Oblast Jaroslawl in Russland.

## Geographie
Danilow befindet sich an der Transsibirischen Eisenbahn, ungefähr 350 Kilometer nordöstlich von Moskau sowie 69 km nordöstlich der Gebietshauptstadt Jaroslawl. Die nächstgelegenen Städte sind Ljubim (35 km nordöstlich von Danilow) und Tutajew (50 km südwestlich).

## Geschichte
Danilow wurde 1592 erstmals schriftlich erwähnt. Einer Überlieferung zufolge entstand es bereits Ende des 13. Jahrhunderts und wurde damals von Moskowiens Großfürsten Daniil Alexandrowitsch gegründet. Von ihm soll auch der Name Danilow abstammen.
In den Zeiten der sogenannten Smuta um 1607 wurde Danilow von polnisch-litauischen Truppen verwüstet, konnte sich jedoch bis zum 18. Jahrhundert als von Handwerken geprägter Ort entwickeln. 1777 erhielt es im Zuge der russischen Verwaltungsreform der 1770er-Jahre Stadtrechte mit einem eigenen Stadtwappen und wurde Hauptort des gleichnamigen Ujesd (Landkreises). 1872 wurde durch Danilow die Eisenbahnstrecke von Jaroslawl nach Wologda verlegt, deren Abschnitt von Jaroslawl bis Danilow seit dem Anfang des 20. Jahrhunderts eine Teilstrecke der Transsibirischen Eisenbahn ist.
In den 1930er-Jahren wurde der vormalige Ujesd Danilow zum Rajon Danilow umorganisiert, dessen Hauptort Danilow bis heute ist.

### Bevölkerungsentwicklung
| Jahr | Einwohner |
| ---- | --------- |
| 1897 | 4.286     |
| 1939 | 15.486    |
| 1959 | 16.902    |
| 1970 | 17.500    |
| 1979 | 17.500    |
| 1989 | 18.857    |
| 2002 | 17.245    |
| 2010 | 15.861    |

Anmerkung: Volkszählungsdaten

## Wirtschaft und Verkehr

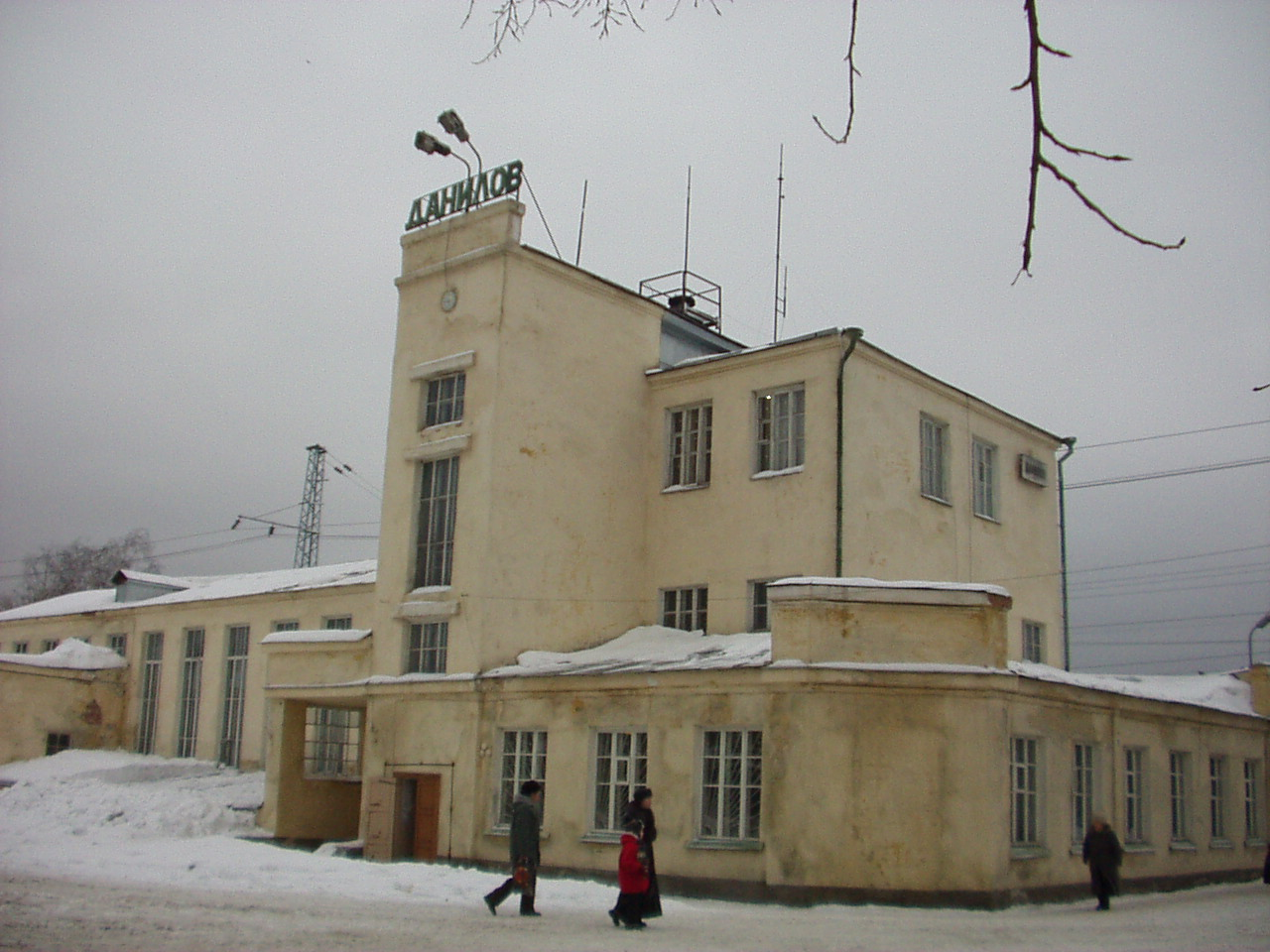
Bahnhof in Danilow

Die Hauptwirtschaftszweige in Danilow sind Holzverarbeitung sowie Molkereiprodukte und andere Nahrungsmittelproduktion.
Die Stadt liegt an der Fernstraße M8 sowie am Kilometer 306 der Transsibirischen Eisenbahn. Von der Letzteren zweigt hier die alte Strecke nach Wologda ab, die bis heute mit Wechselstrom betrieben wird. Regelmäßige Verbindungen mit Nahverkehrszügen bestehen unter anderem nach Jaroslawl, Wologda und Bui.

## Söhne und Töchter der Stadt
- Alexei Makarowitsch Smirnow (1920–1979), Schauspieler